# 苺山文太郎
苺山文太郎は日本の女性声優。主にアダルトゲームに声をあてている。

## 出演

### アダルトゲーム
2012年
- ヌキどきッ! 〜天使と悪魔の搾精バトル〜（セラ・ミトラ・アイルン）

2014年
- Lord of Walkure 〜the adventure〜（ポリン・アリン）
- 世界と世界の真ん中で（近江 莉理）
- ダンジョンズ&プリンセス（シワトル・聖邪のシワトル、シャル・腕力のシャル、ラウィス・牛剣のラウィス）

2015年
- 姉小路直子と銀色の死神（富永 ひつじ）

2016年
- サクラノモリ†ドリーマーズ（閑宮 真幌）[1]

2017年
- サクラノモリ†ドリーマーズ2（閑宮 真幌）

2021年
- クロガネ回姫譚-絢爛華麗-（瀬織 摩耶）

### 一般ゲーム
- クロガネ回姫譚-閃夜一夜-（2015年、瀬織 摩耶）
  - クロガネ回姫雀（2015年、瀬織 摩耶[2]）

### アダルトアニメ
2012年
- お嬢様嫁入り抗争 下巻「風雲!ツンデレラ城 レビュー」（天河 空）

2013年
- ヌキどきッ!〜天使と悪魔の搾精バトル〜（セラ・ミトラ・アイルン）
- 催眠術ZERO（霧島 まなみ）
- 女子高生の腰つき（桐生 紗和）

2014年
- 館 〜官能奇譚〜（善桜寺 瑠璃）
- すぽコン! SPORTSWEAR COMPLEX（白戸 兎）
- 淫術の館 THE ANIMATION（メルフィ）
- 喰ヒ人 ツンデレストッキング・琴音〜乱れ尻ハメ乗り2穴〜（狩野 悠里）
- 狙われた女神天使エンゼルティアー〜守った人間達に裏切られて〜「女神天使・優理〜啼きしゃぶる肉棒おもてなし」（知厚 未央）
- JKとオーク兵団〜悪豚鬼に凌虐された聖女学園〜「お嬢様JK恥じらい嗜虐〜終わりのない始まり〜」（秋山 華音）

2015年
- 女子高生の腰つき ビーチバレー部編Round2（桐生 紗和）